# Mouni Sadhu
Mouni Sadhu, pseudônimo de Mieczyslaw Sudowski, (Varsóvia, Polônia, 17 de agosto de 1897 – 24 de dezembro de 1971) foi um místico e autor polonês da trilogia Dias de Grande Paz, Concentração e Samadhi, dentre outros.

## Biografia
Mouni Sadhu, que morreu em 1971, viveu por muitos anos na Austrália, mas veio de uma família alemã, residente na Polônia, e sua língua materna era o alemão. Ele tomou o nome de "Mouni Sadhu" quando se tornou um discípulo de Sri Ramana Maharshi , sábio contemporâneo e professor de Advaita Vedanta. Quando jovem, na Europa pertenceu a uma ordem Rosacruciana e publicou trabalhos sobre tarô e teurgia. O nome "Mouni Sadhu"  signfica "Silêncio'' (Mouni) e "homem santo" ou "asceta" (Sadhu) em sânscrito.

## Obras
Em português
- Dias de grande paz
- Concentração
- Samadhi: a supraconsciência do futuro
- Meditação: princípios gerais para sua prática

Em inglês
- In days of great peace: the highest yoga as lived (1953)
- Concentration: a guide to mental mastery (1959)
- Ways to self-realization: a modern evaluation of occultism and spiritual paths (1962)
- Samadhi: the superconsciousness of the future (1962)
- The tarot: a contemporary course on the quintessence of hermetic occultism (1962)
- Theurgy: the art of effective worship (1965)
- Meditation: an outline for practical study (1967)
- Glimpses on the path e In search of myself (coleção de ensaios, 1953-1957)